# Bolungarvík
Bolungarvík és un poble de pescadors al nord-oest d'Islàndia, situat a la península Vestfirðir, aproximadament a 14 quilòmetres de la vila d'Ísafjörður i a 473 quilòmetres de la ciutat de Reykjavík. L'any 2008 Bolungarvík tenia 962 habitants.

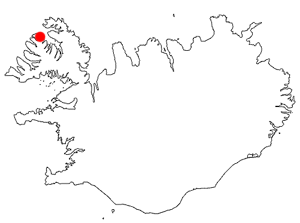
Localització de Bolungarvík a Islàndia

La zona, molt tranquil·la, atrau alguns turistes, sobretot a l'estiu. Hi ha un càmping, una piscina coberta amb un tobogan aquàtic, un museu d'història nacional i un museu de la pesca a l'aire lliure. La zona de Bolungarvík és una destinació molt popular per practicar senderisme, muntar a cavall i observar aus. La gent del poble tenen uns apartaments de lloguer i tots els serveis bàsics, com ara un banc, una oficina de correus, un bar, una botiga de llaminadures, un centre de salut, una guarderia, una escola secundària i un centre comunitari.
Bolungarvík va ser el lloc escollit per fer una pel·lícula anomenada Nói Albinói o Noi the Albino, feta per un director de cinema islandès que es diu Dágur Kári. La pel·lícula tracta sobre un adolescent que viu en un poblet remot d'Islàndia.

## Història i folklore
Segons el Landnámabók, Þuríður Sundafyllir es va establir a Bolungarvík l'any 940, juntament amb el seu germà Þjóðólfur. La tradició diu que es van barallar i l'un va llençar un malefici a l'altre, i aquest al primer, ja que eren dos hàbils bruixots. Þuríður va voler que el seu germà passés l'eternitat com un monòlit en el qual totes les aus voldrien defecar. Þjóðólfur va embruixar al seu torn la seva germana perquè ella es quedés per sempre dreta on el vent bufa més. El pilar que es diu que era Þuríður es va partir pel mig el 1936. La llegenda diu que aquella mateixa nit Þjóðólfur es va enfonsar al mar. També, aquella mateixa nit l'encanteri es va desfer al mar.

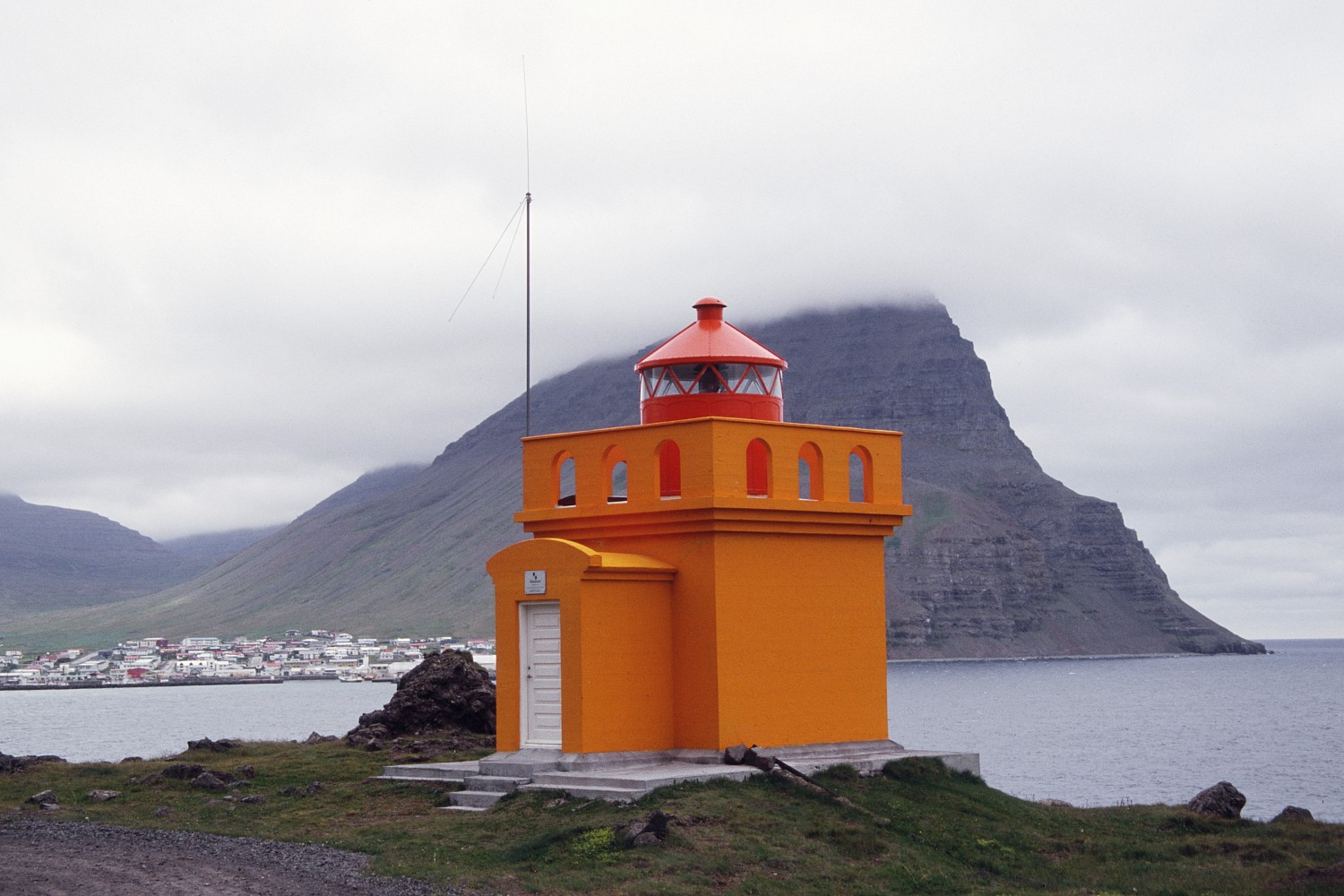
El far de Bolungarvík Óshólaviti
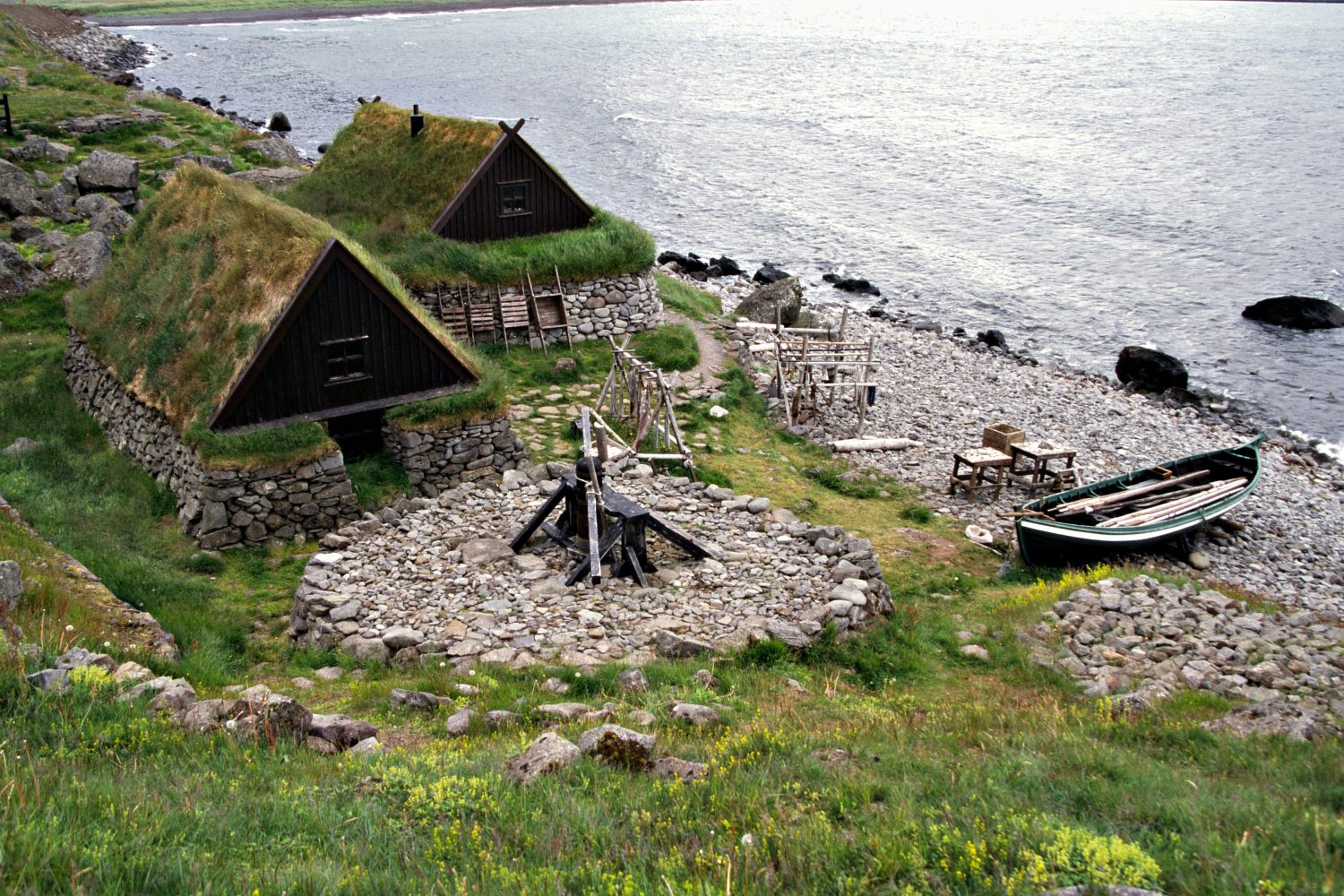
El museu de la pesca Ósvör
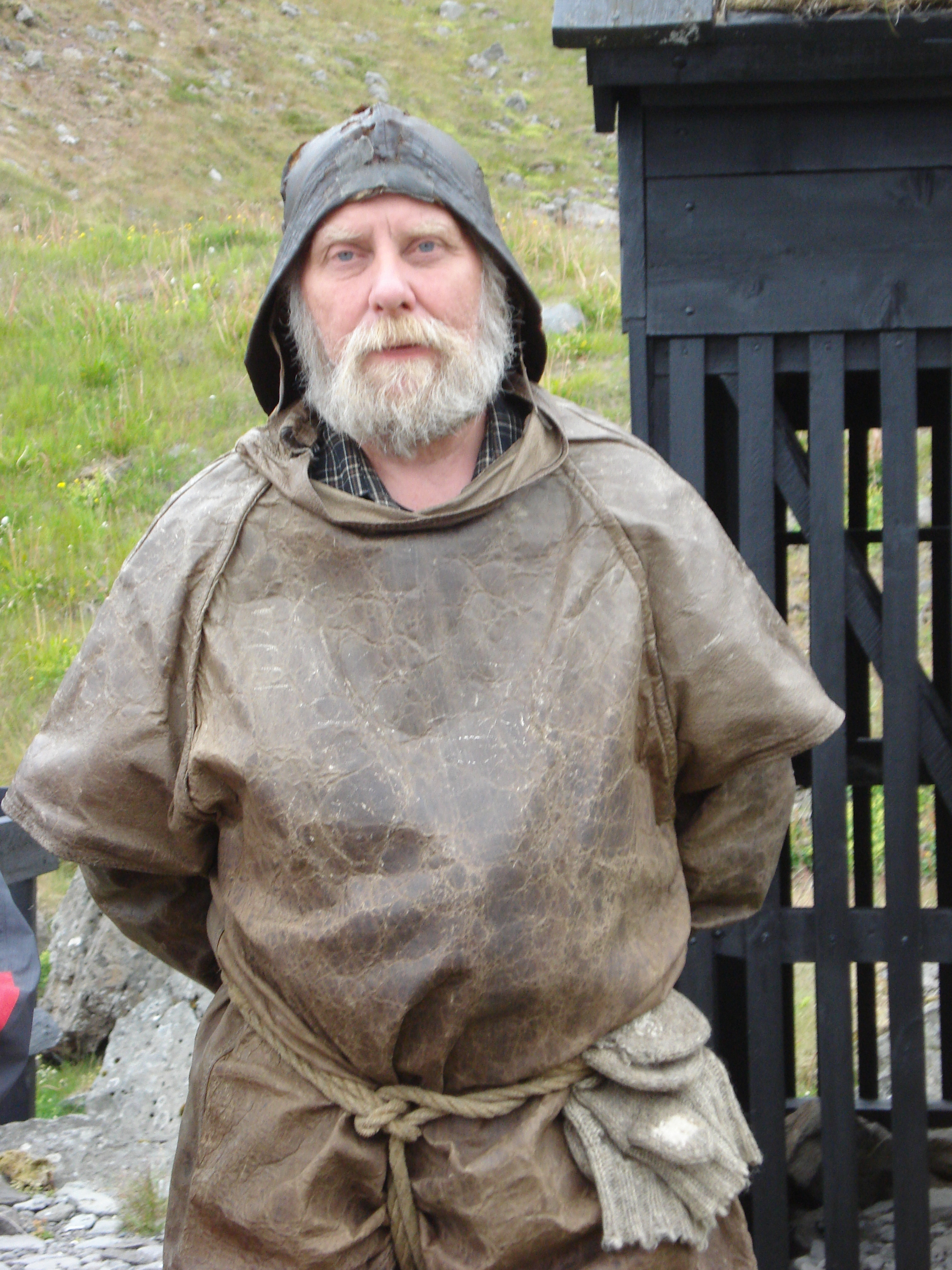
Pescador tradicional de Bolungarvík